# Заліщицька державна гімназія
 ...  — державний загальноосвітній заклад, заснований у 1933 році в Заліщиках.
Гімназія є членом Всеукраїнської асоціації «Відродженні гімназії України», учасником Міжнародної програми для шкіл інноваційного розвитку корпорації Microsoft «Партнерство в навчанні»; переможцем конкурсу «Сто найкращих шкіл України» (номінація «Школа сучасних освітніх технологій»); лауреатом Всеукраїнської акції «Флагмани освіти і науки України»; учасником міжнародних проектів: «Навчаймося разом», «Шкільний репортаж», «Діалог культур», «E-Twinning» та програм обміну FLEX; учасником міжнародної молодіжної організації PTPI"Люди для людей"; учасник Всеукраїнських інноваційних проектів «Щоденник.ua», «Відкритий світ».
У гімназії діє філія обласного відділення Малої академії наук. Учні мають змогу ходити на факультативи та спецкурси.
У 2020 році директорці школи та вчительці англійської мови Войчишин Олександрі Дмитрівні присвоєно звання лауреата престижної всеукраїнської премії за педагогічні заслуги. 

## Історія

### Початки
Гімназію заснували на початку вересня 1933 року, тоді їй було надано ім'я Юзефа Пілсудського. До першого класу гімназії старого типу були прийняті 30 учнів (вони були переведені із шостого класу народної школи після вступних іспитів). З праці «Там, де Дністер круто в'ється» Василя Вериги відомо, що учні українського походження відносилися до еліти суспільства — діти адвокатів, лікарів, судій. Першими директорами гімназії були Еміль Мисловський (до 20 серпня 1934 року) та Софія (Зофа) Павловські (1934—1935 навчальний рік).
1936 року до першого класу було прийнято 45 учнів — критично допустиме Міносвіти число. Серед них було 27 поляків, 9 українців та 9 євреїв. А в 1937 році було вже два відділи 1-го класу по 45 учнів. Але співвідношення національностей повторилося — 27+9+9 в обох відділах.
Зі «Звіту дирекції Державної гімназії в Заліщиках за 1937—1938 навчальний рік» дізнаємося, що на 1 вересня 1937 року «записалося до гімназії молоді 276 осіб».
Тодішня гімназія знаходилась за 150 метрів від центральної дороги Тернопіль — Чернівці (тепер E85) в Заліщиках у великому двоповерховому будинку, де була канцелярія дирекції, секретаріат, конференційний зал, сім класних кімнат, біологічна і фізико-хімічна майстерні, класи практичних занять, бібліотечний зал, гарцерська кімната, службова кімната та помешкання терціана, тобто служки, котрий дзвонив на перерви та уроки. Будинок мав водопровід та електричне освітлення. До закладу належав гараж та стадіон.
Діти вивчали релігію, польську, українську, латинську та німецьку мови, фізику, хімію, географію, історію, біологію, математику, малювання, мали практичні заняття та уроки з фізкультури, співів. Усього було 456 годин на рік, з них тільки 24 години були відведені українській мові (польській було надано 60 годин, латинській — 50, німецькій також 60 годин). Гімназійна бібліотека нараховувала 993 томи книг та чимало журналів, газет. Навчальний процес та релігійно-моральне виховання йшли пліч-о-пліч і доповнювали один одного.
Гімназія в такому вигляді проіснувала до вересня 1939 року.

### Більшовицький період
З приходом на терени Західної України московсько-більшовицьких військ та совєтської влади гімназія ще до кінця першого півріччя була реорганізована і поділена на польську середню школу, що залишилась у стінах гімназії і була дуже малочисленою, та українську школу, учні якої були переведені до загальноосвітньої народної школи в центрі міста. Від гімназії залишилися тільки її випускники та учні, котрі ще довго по шафах та коморах зберігали форму й відзнаки свого закладу, назавжди зберегли фотографії тих часів та пам'ять, що виливалася у спогадах.

### Період відновлення Незалежності України
Гімназія відновлена 15 листопада 1995 року. Нині гімназія носить ім'я братів Богдана-Тараса та Мирослава-Володимира Гнатюків, уродженців Заліщиків.
До 2012 року тут проводилися будівельні роботи з модернізації приміщень, але через відсутність фінансування припинені, відновлені у 2015 році.

## Марійська Дружина
У гімназії існувала «Марійська дружина». Вона мала свій прапор, який вишили матері учнів. Як згадують учні гімназії та описує п. Василь Верига, прапор був білого кольору з літерою «М» у ромбі, навколо якого були написи — «Заліщики» та «Гімназія».
«Марійська Дружина» проіснували до вересня 1939 року.

## Гімн гімназії
Слова Тараса Середюка, музика Зої Шмиглик.

## Здобутки
У 2016 році за версією компанії Microsoft Заліщицька гімназія увійшла до рейтингу найінноваційніших шкіл серед навчальних закладів України.